# لوتجیگست
لوتجیگست (به هلندی: Lutjegast) یک منطقهٔ مسکونی در هلند است که در خروته‌خاست واقع شده‌است. لوتجیگست ۱٬۱۲۵ نفر جمعیت دارد.